# Yukio Hatoyama
Yukio Hatoyama (鳩山由紀夫 Hatoyama Yukio?) (n. 11 ianuarie 1947) este un politician japonez. A fost ales prim-ministru al Japoniei ca urmare a scrutinului din 30 august 2009 și a avut acest post până la 8 iunie 2010, când a demisionat.

## Viața

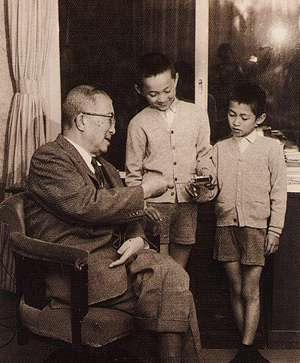
Ichirō Hatoyama cu cei doi nepoţi, Yukio şi Kunio

Hatoyama este dintr-o familie proeminentă de politicieni, uneori numită „Familia Kennedy” a Japoniei.
Născut la Tokio, el este politician de a patra generație: străbunicul său paternal, Kazuo Hatoyama, a fost președintele Camerei Reprezentanților din Dieta japoneză între 1896-1897.  Kazuo a fost apoi rector al Universității Waseda.
Străbunica paternă, Haruko Hatoyama, a fost coîntemeietoarea universității Kyōritsu Joshi Daigaku. Bunicul patern, Ichirō Hatoyama, a fost prim-ministru, iar tatăl său, Iichirō Hatoyama, a fost ministru de externe.  Mama lui, Yasuko Hatoyama, este fiica lui Shojiro Ishibashi, fondatorul firmei Bridgestone Corporation și moștenitoarea averii considerabile a acestuia.  Este cunoscută pentru contribuția financiară generoasă când fiii Yukio și Kunio au fondat Partidul Democrat din Japonia în 1996 (fratele, Kunio, și-a dat ulterior demisia din partid, reîntorcându-se la Partidul Liberal-Democrat).
Fratele său, Kunio, a fost ministru de interne și al comunicațiilor (septembrie 2008- iunie 2009) în cabinetul prim-ministrului Tarō Aso.
Hatoyama este absolvent al Universității Tokio, iar apoi a studiat la Stanford University, SUA, luându-și doctoratul în inginerie în 1976. A întâlnit-o pe Miyuki, viitoarea nevastă, la Stanford. S-au căsătorit în 1975, după ce Miyuki a divorțat de fostul soț. Fiul lor, Kiichirō, era în 2009 cercetător invitat (inginerie) al Universității de stat din Moscova, Rusia.
Înainte de a deveni politician, Hatoyama a lucrat ca asistent științific la Universitatea Tokio, iar mai târziu ca lector universitar la Universitatea Senshu.

## Cariera politică
În 1986 Hatoyama a candidat din partea Partidului Liberal-Democrat în circumscripția electorală 38 din Hokkaidō, fiind ales în Camera Reprezentanților a Dietei. În 1993, a părăsit partidul și a înființat împreună cu alți politicieni „Partidul Nou Sakigake”. Ulterior, a părăsit și acest partid, creând împreună cu fratele său, Kunio, Partidul Democrat din Japonia cu bani de la mama lor. Kunio urma să-și dea demisia din partid, spunând că partidul a mers prea mult înspre stânga de la poziția de centru pe care o avea la înființare.
Hatoyama a fost președinte de partid între 1999-2002, când și-a dat demisia din post pentru a-și asuma răspunderea pentru haosul care a rezultat ca urmare a zvonurilor unei fuziuni cu Partidul Liberal condus de Ichirō Ozawa. Printre alte funcții pe care le-a avut în partid mai apoi a fost cea de Secretar general. A devenit din nou președinte de partid în mai 2009, când Ichirō Ozawa și-a dat demisia.
Hatoyama a lăsat să înțeleagă că soția sa, Miyuki, va avea un rol important ca „primă doamnă” în timpul administrației sale.
A devenit al 93-lea prim-ministru al Japoniei la 16 septembrie 2009 într-un guvern de coaliție dintre Partidul Democrat din Japonia, Partidul Social Democrat și Noul Partid al Poporului.
Pe data de 2 iunie 2010, Hatoyama și-a dat demisia.